# Rocky Mountain Institute
Das Rocky Mountain Institute (RMI) ist eine US-amerikanische Organisation zur Forschung, Beratung und Öffentlichkeitsarbeit im Bereich der nachhaltigen Entwicklung. Dabei liegt der Schwerpunkt auf lukrativen Neuerungen für Ressourcenschonung und Energieeinsparung. Der Hauptsitz des RMI ist in Snowmass, Colorado, daneben gibt es weitere Büros in Boulder, Colorado.

## Geschichte
Gegründet wurde das RMI 1982 in Colorado von dem Experimentalphysiker Amory Lovins und seiner damaligen Ehefrau, der Anwältin, Försterin und Sozialwissenschaftlerin Hunter Lovins. Zusammen mit einer Gruppe von Kollegen unterstützen sie eine schonende Nutzung der Ressourcen und eine entsprechende Politik. Das Vorhaben wuchs schließlich zu einer Organisation mit etwa 50 Angestellten. Mitte der 1980er traten die Gründer in größeren Fernsehsendungen wie 60 Minutes auf.
Der südliche Gebäudekomplex des Hauptquartiers in Snowmass ist als Passivgebäude gebaut, sodass selbst bei dortigen Wintertemperaturen von −40 °C allein durch die Sonne und die Körperwärme der Angestellten im Innenbereich noch eine angenehme Temperatur herrscht und subtropische sowie tropische Pflanzen wachsen können.
Von 1991 bis 1999 arbeitete das RMI an einem supereffizienten Auto, dem Hypercar. Das Konzept besteht aus einem Auto in Leichtbauweise mit Hybridantrieb und besonders geringem Luftwiderstand. Um das Auto marktfähig zu machen, sollte es jedoch im Gegensatz zu anderen, ähnlichen Fahrzeugen keine Leistungs-, Komfort- und Sicherheitseinbußen gegenüber normalen Autos geben. Um die Entwicklung durch direkten Wettbewerbsdruck zu fördern, wurde das Projekt 1999 vom RMI abgespalten und kommerziell weitergeführt.

## Auszeichnungen
Der RMI-Mitgründer Amory Lovins wurde u. a. mit neun Ehrendoktortiteln, einem MacArthur Fellowship, dem Heinz Award, dem Lindbergh-Preis und dem Right Livelihood Award ausgezeichnet.

## Leitspruch des RMI
The Rocky Mountain Institute is an entrepreneurial nonprofit organization that fosters the efficient and restorative use of natural, human and other capital to make the world more secure, just, prosperous, and life-sustaining. We do this by inspiring business, civil society, and government to design integrative solutions that create true wealth.

„Das RMI ist eine unternehmerisch denkende Non-Profit-Organisation, die eine effiziente und stärkende Nutzung von natürlichem, menschlichen und anderem Kapital fördert, um die Welt sicherer, gerechter, blühender und lebenswerter zu machen. Wir tun das dadurch, dass wir die Wirtschaft, die Zivilbevölkerung und die Regierung dazu inspirieren, integrative Lösungen zu entwickeln, die wahren Wohlstand schaffen.“